# Circuito Lasarte
Der Circuito Lasarte war eine 17,749 Kilometer lange Motorsport-Rennstrecke (Straßenrundkurs) in Lasarte-Oria, Provinz Gipuzkoa im Baskenland in der Nähe des Ferienortes San Sebastián am Golf von Biskaya. Auf ihr wurde in den 1920er und 1930er Jahren insgesamt 8 Mal der Große Preis von Spanien für Automobile ausgerichtet.

## Geschichte

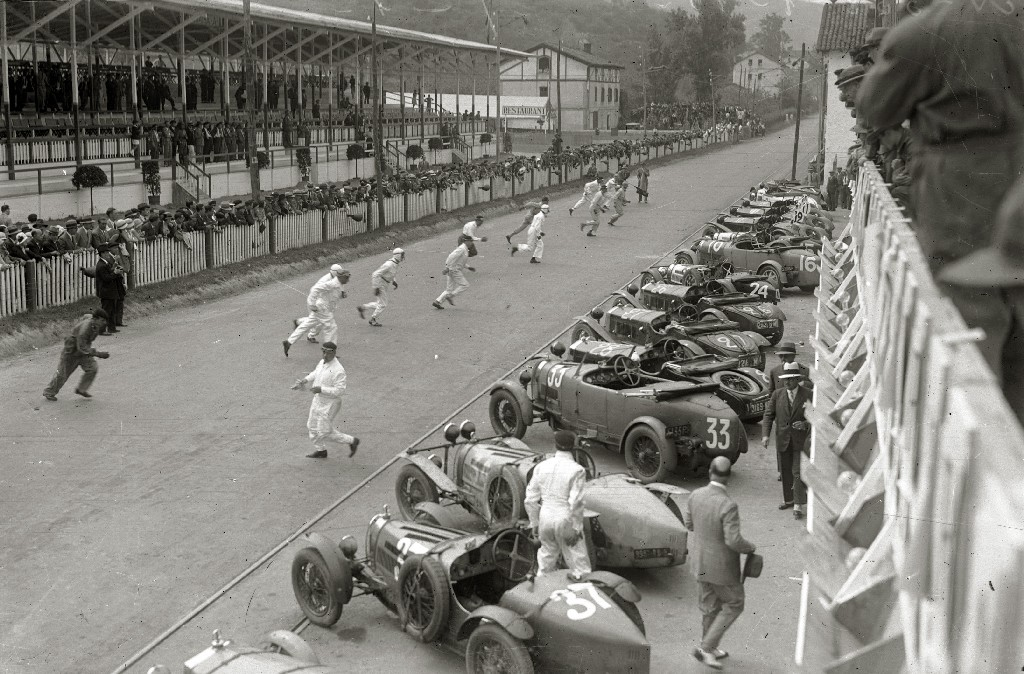
Start zum Großen Preis von Spanien 1929

Die gegen den Uhrzeigersinn gefahrene Motorsportrennstrecke wurde zwischen den Jahren 1923 und 1935 genutzt. Mit dem Ausbruch des Spanischen Bürgerkriegs im Jahr 1936 wurde der Motorrennsport auf dieser Strecke aufgeben.
Start und Ziel befanden sich in Lasarte, in der Nähe der Pferderennbahn, wo sich auch die Boxengasse und die Haupttribüne befand. Üblicherweise betrug die Renndistanz beim Grand Prix rund 621 Kilometer (35 Runden), was damals eine Renndauer von rund sechs Stunden bedeutete. Beim letzten Rennen 1935 in Lasarte wurde die schnellste Runde von Rudolf Caracciola (Mercedes-Benz) mit einer Durchschnittsgeschwindigkeit von 164 km/h gefahren.

## Veranstaltungen

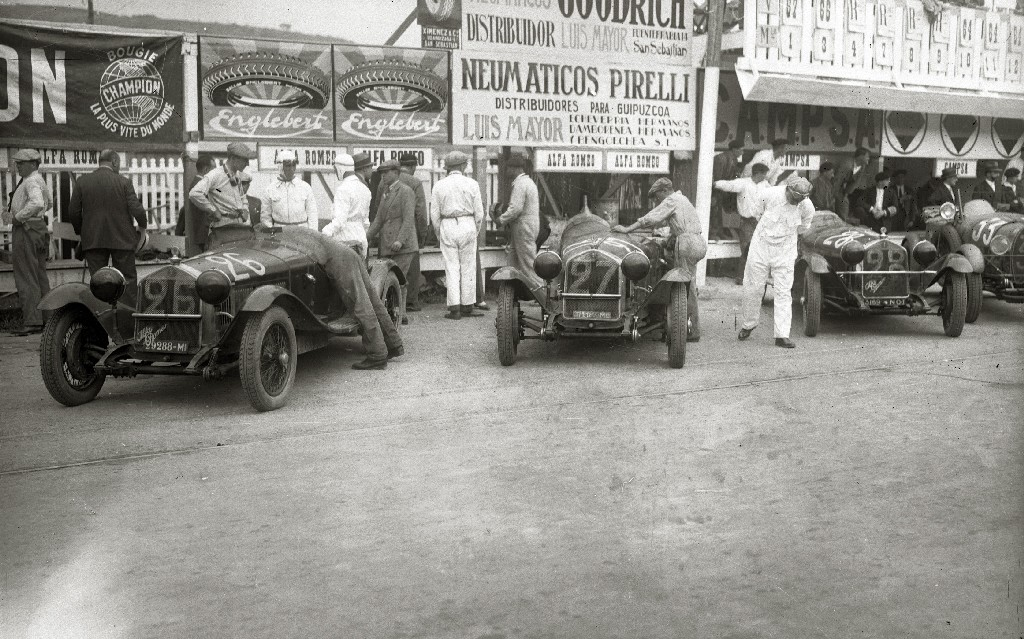
Das Alfa-Romeo-Team 1929 vor dem Start, links das Siegerfahrzeug von Rigal/Zehender/Canavesi, in der Mitte das ausgefallene Fahrzeug von Varzi, rechts der Zweitplatzierte.

Auf dem Circuito Lasarte wurden zwischen 1923 und 1935 insgesamt 8 mal der Großen Preis von Spanien und zwischen 1923 und 1930 ebenfalls 8 mal der Gran Premio de San Sebastián für Automobile mit internationaler Beteiligung veranstaltet. Bekannte Rennfahrer die auf dem Circuito Lasarte gewannen, waren zum Beispiel Robert Benoist, Rudolf Caracciola, Louis Chiron, Bartolomeo Costantini, Albert Divo, Luigi Fagioli, Emilio Materassi, Achille Varzi und Goffredo Zehender.
Nach dem Zweiten Weltkrieg fand das Rennen zum Grand Prix von Spanien auf dem Circuit de Pedralbes nahe Barcelona statt.
In den ersten Jahren fanden auch Motorrad-Rennen auf der Strecke statt.
1926 fand auch einmalig ein Rennen unter dem Titel Großer Preis von Europa auf dem Circuit statt. Der Circuit Lasarte ist damit neben dem Circuito de Jerez die einzige spanische Strecke, die in der Geschichte dieses Grand Prix auf der iberischen Halbinsel mit einer Veranstaltung dieses Titels bedacht wurde.
Im Jahr 1965 wurde die Strecke, mit leicht geändertem Streckenverlauf und einer Länge von 17,66 Kilometer bei der Rad-Straßen-Weltmeisterschaft befahren. Es waren die ersten Rad-Weltmeisterschaften in Spanien.

## Weblinks

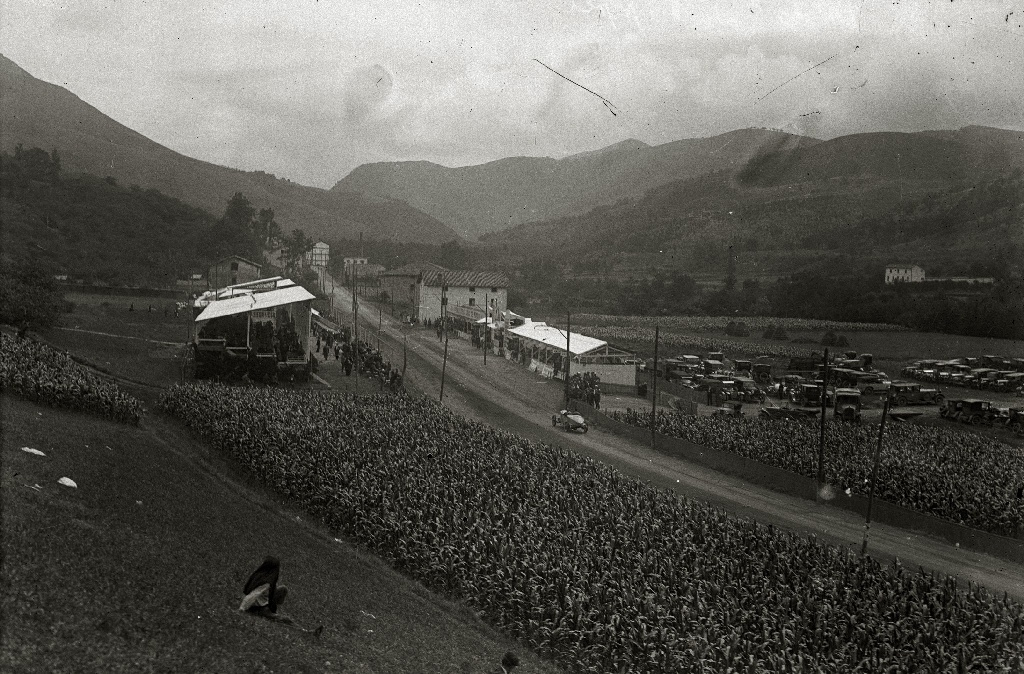
Start-Ziel-Bereich beim ersten Rennen 1923